# Diplectrona satana
Diplectrona satana là một loài Trichoptera trong họ Hydropsychidae. Chúng phân bố ở miền Australasia.